# Pascale Bruderer

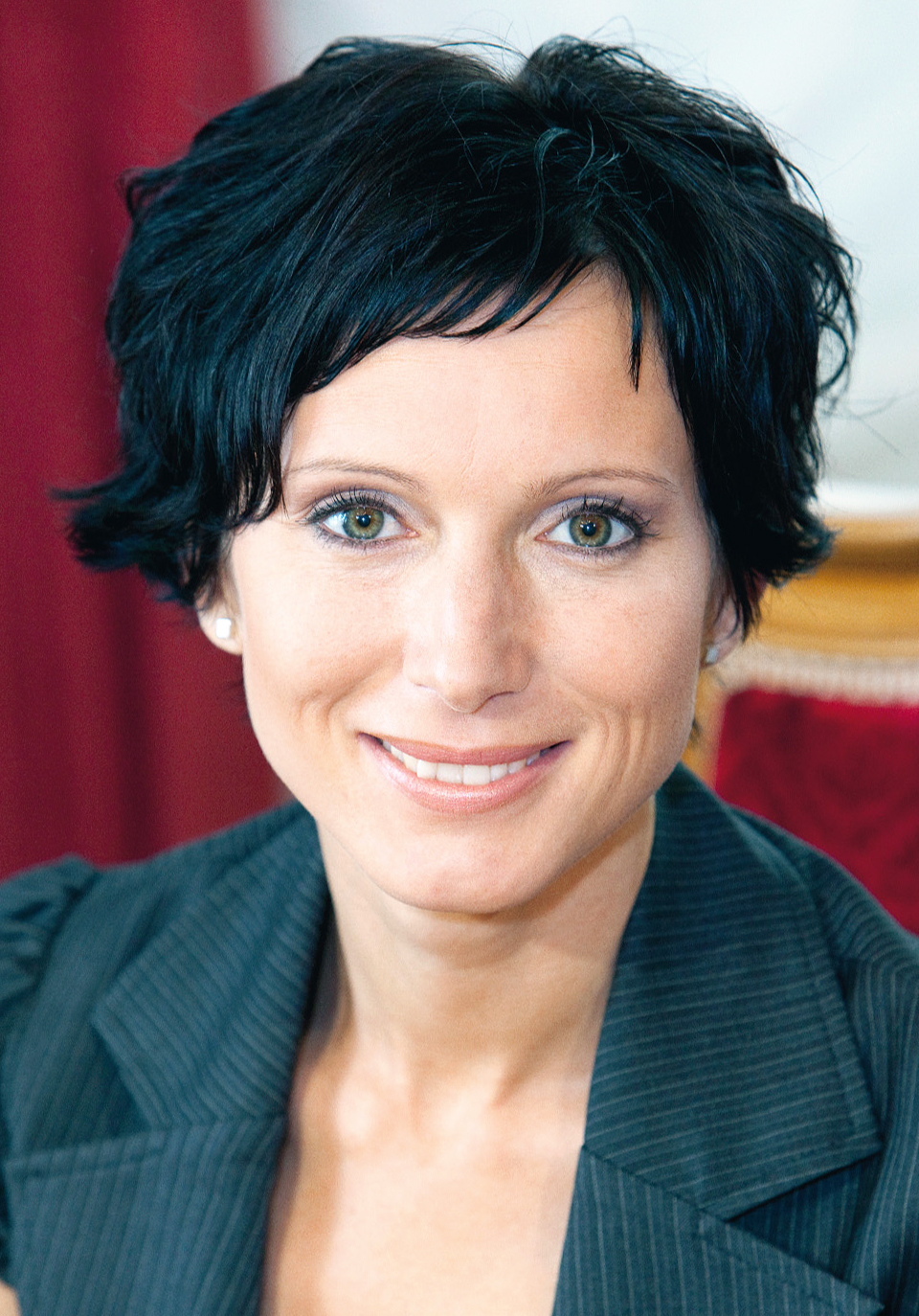
Pascale Bruderer

Pascale Bruderer Wyss (* 28. Juli 1977 in Baden; heimatberechtigt in Baar, Baden, Römerswil und Rorschach) ist eine Startup-Unternehmerin und ehemalige Schweizer Politikerin (SP). Im Amtsjahr 2009/10 war sie Nationalratspräsidentin.

## Leben
Bruderer wuchs als jüngste von drei Töchtern in Baden (AG) auf. Sie besuchte die obligatorische Volksschule in Baden und die Kantonsschule Wettingen, danach studierte sie an der Universität Zürich und in Växjö (Schweden) Politologie, Staatsrecht sowie Sozial- und Wirtschaftsgeschichte. Das Studium schloss sie 2005 mit dem Lizentiat (Master in Political Science) ab.
2002, als sie für die Aargauer SP für den zurückgetretenen Hans Zbinden in den Nationalrat nachrückte, war sie die bis dahin jüngste Nationalrätin. Ein Jahr später wurde sie erstmals in den Nationalrat gewählt. Bei der Wahl 2007 kandidierte sie für einen Ständeratssitz des Kantons Aargau sowie wieder für den Nationalrat. Während sie als Drittplatzierte nicht in den Ständerat einzog, wurde sie als Nationalrätin mit dem dritthöchsten Stimmenanteil unter 15 Gewählten im Amt bestätigt. Am 23. Oktober 2011 wurde Bruderer im ersten Wahlgang zur Ständerätin des Kantons Aargau gewählt und am 18. Oktober 2015 im Amt bestätigt.
Pascale Bruderer politisierte am rechten Flügel der SP und gehörte zur reformorientierten Plattform, die sozialliberale Parteimitglieder organisiert.
Ihre politischen Schwerpunkte setzte Bruderer besonders bei der Sozial-, Gesundheits- und Energiepolitik. Sie engagierte sich dafür, Jugendliche für die Politik zu begeistern, wofür sie 2008 den Prix Jeunesse erhielt. Zudem setzte sie sich für die Inklusion von Menschen mit Behinderung ein, war Präsidentin des Behindertendachverbandes Inclusion Handicap sowie der Parlamentarischen Gruppe Gebärdensprache und sass im Co-Präsidium der Parlamentarischen Gruppe für Behindertenfragen. Nachdem sie 2008 als Vizepräsidentin des Nationalrates gewählt worden war, wählte das Parlament sie für das Parlamentsjahr 2009/2010 mit 174 von 182 gültigen Stimmen zur Nationalratspräsidentin. In diesem Amt folgte sie der Tessiner CVP-Parlamentarierin Chiara Simoneschi-Cortesi nach. Am 8. Januar 2011 erhielt Pascale Bruderer den SwissAward in der Sparte Politik.
Bruderer wohnt in Nussbaumen AG und ist Mutter zweier Töchter (* 2011, * 2014). 2016 trennte sie sich von ihrem Ehemann Urs Wyss. Neben ihrem Ständeratsmandat arbeitete sie als Geschäftsführerin der Krebsliga Aargau und war Mitglied des Stiftungsrats Pro Seniorweb, der Jury beim Watt d’Or und des Beirats des Digital Festival. Sie gehört zur Community der Young Global Leaders (YGL) des World Economic Forum (WEF), sitzt im Stiftungsrat der Schwab Foundation for Social Entrepreneurship, im Advisory Board des Swiss Economic Forum (SEF) sowie des SwissMediaForum.
Am 25. Januar 2018 gab Bruderer bekannt, dass sie per 2019 nicht für eine weitere Ständeratslegislatur kandidieren werde; ihren Rücktritt begründete sie damit, dass sie sich neu zu orientieren gedenke.
Sie gab alle politischen Ämter ab, wechselte nach über zwei Jahrzehnten Parlamentsarbeit von der Politik ins Unternehmertum und ist heute als Teilhaberin sowie exekutive Verwaltungsrätin beim IT-Startup Crossiety. Weiter sitzt Bruderer im Verwaltungsrat der Bernexpo, der TX Group und der Galenica.

## Politische Ämter
- Dezember 1997 bis Januar 2004: Einwohnerrätin Baden
- April 2001 bis April 2002: Grossrätin Kanton Aargau
- April 2002 bis November 2011: Nationalrätin
- Seit März 2008: Vizepräsidentin der SP Schweiz
- Dezember 2009 bis November 2010: Nationalratspräsidentin
- Dezember 2011 bis November 2019: Ständerätin